# Constantin Alexios de Grèce
Titre
Héritier du trône de Grèce
(revendiqué)
Depuis le 10 janvier 2023
(2 ans, 2 mois et 4 jours)
Constantin Alexios de Grèce (en grec moderne : Κωνσταντίνος Αλέξιος της Ελλάδας / Konstantínos Aléxios tis Elládas), prince de Grèce et de Danemark, né le 29 octobre 1998 à New York, est un membre de la famille royale de Grèce. Il est héritier du trône de Grèce depuis le 10 janvier 2023, d'après l'ordre de succession à l'ancien trône des Hellènes.

## Famille
Premier fils et second enfant du prince Paul de Grèce et de Marie-Chantal Miller, il est, par son père, membre des familles royales de Grèce et de Danemark, comme descendant du roi Christian IX de Danemark. Ses grands-parents paternels sont Constantin II, roi des Hellènes, et la princesse Anne-Marie de Danemark,,,,,.
Du côté de sa mère, le prince est le petit-fils de l'homme d'affaires américain Robert Warren Miller et de María Clara Pesantes. Le grand-père maternel de Constantin Alexios descend des passagers du Mayflower et est apparenté à la gentry britannico-américaine. Sa famille prétend descendre des rois Henri Ier d'Angleterre et Louis IV de France.

## Biographie
Constantin Alexios de Grèce naît le 29 octobre 1998 au Weill Medical College de New York. Le 15 avril 1999, le prince est baptisé au sein de l'Église orthodoxe en la cathédrale Sainte-Sophie de Londres. Ses parrains et marraines sont le prince Nikólaos de Grèce, le prince Dimitri de Yougoslavie, le roi Frédéric X de Danemark (alors prince héritier), le roi Felipe VI d'Espagne (alors prince des Asturies), le prince William de Galles, la princesse héritière Victoria de Suède, Alexandra von Fürstenberg et Doris Robbs. Deux des parrains et marraines précédemment cités sont destinés à devenir un jour roi ou reine, tandis que deux sont  des monarques régnants,,.
Il est le frère cadet de la princesse María Olympía de Grèce, et le frère aîné des princes Achíleas-Andréas, Odysséas Kímon et Aristídis Stávros de Grèce. Il est second dans l'ordre de succession au trône des Hellènes,,.
En 2004, ses parents s'installent à Londres pour les études de leurs enfants et le jeune prince fréquente le Wellington College, dans le Berkshire. Entre 2017 et 2022, il étudie à l'université de Georgetown, à Washington.
En mai 2018, Constantin Alexios assiste à un dîner de gala organisé à l'occasion du 50e anniversaire du prince héritier Frederik de Danemark,.
À la mort de son grand-père Constantin II le 10 janvier 2023, son père devient prétendant au trône de Grèce. Dès lors, Constantin Alexios est considéré comme diadoque en vertu de la Constitution grecque de 1952, qui établit une primogéniture cognatique avec préférence masculine dans l'ordre de succession au trône.
De 2022 à 2023, il est en couple avec l'actrice et mannequin britannique Poppy Delevingne, sœur de Cara Delevingne.
En 2024, il s'affiche au bras du mannequin américain Brooks Nader (en),.
Après que le prince et sa famille ont retrouvé la nationalité hellénique en décembre 2024, Constantin Alexios doit effectuer le service militaire obligatoire pour une durée de neuf mois au sein des forces armées grecques,.

## Titres et honneurs

### Titulature
Les titres et honneurs portés par les membres de la maison de Grèce n'ont pas d'existence juridique en Grèce et sont considérés comme des titres de courtoisie. Ils sont attribués par le chef de maison.
- Depuis le 29 octobre 1998 : Son Altesse Royale le prince Constantin Alexios, prince de Grèce et de Danemark ;

### Décorations
- Famille royale de Grèce :  grand-croix de l'ordre du Sauveur.

## Quartiers du prince
|  |                                  |  |  |  |  |  |  |  |  |  |  |  |  |  |  |  |
|  | 8. Paul Ier de Grèce             |  |  |  |  |  |  |  |  |  |  |  |  |  |  |  |
|  |                                  |  |  |  |  |  |  |  |  |  |  |  |  |  |  |  |
|  |                                  |  |  |  |  |  |  |  |  |  |  |  |  |  |  |  |
|  | 4. Constantin II de Grèce        |  |  |  |  |  |  |  |  |  |  |  |  |  |  |  |
|  |                                  |  |  |  |  |  |  |  |  |  |  |  |  |  |  |  |
|  |                                  |  |  |  |  |  |  |  |  |  |  |  |  |  |  |  |
|  | 9. Frederika de Hanovre          |  |  |  |  |  |  |  |  |  |  |  |  |  |  |  |
|  |                                  |  |  |  |  |  |  |  |  |  |  |  |  |  |  |  |
|  |                                  |  |  |  |  |  |  |  |  |  |  |  |  |  |  |  |
|  | 2. Paul de Grèce                 |  |  |  |  |  |  |  |  |  |  |  |  |  |  |  |
|  |                                  |  |  |  |  |  |  |  |  |  |  |  |  |  |  |  |
|  |                                  |  |  |  |  |  |  |  |  |  |  |  |  |  |  |  |
|  | 10. Frédéric IX de Danemark      |  |  |  |  |  |  |  |  |  |  |  |  |  |  |  |
|  |                                  |  |  |  |  |  |  |  |  |  |  |  |  |  |  |  |
|  |                                  |  |  |  |  |  |  |  |  |  |  |  |  |  |  |  |
|  | 5. Anne-Marie de Danemark        |  |  |  |  |  |  |  |  |  |  |  |  |  |  |  |
|  |                                  |  |  |  |  |  |  |  |  |  |  |  |  |  |  |  |
|  |                                  |  |  |  |  |  |  |  |  |  |  |  |  |  |  |  |
|  | 11. Ingrid de Suède              |  |  |  |  |  |  |  |  |  |  |  |  |  |  |  |
|  |                                  |  |  |  |  |  |  |  |  |  |  |  |  |  |  |  |
|  |                                  |  |  |  |  |  |  |  |  |  |  |  |  |  |  |  |
|  | 1. Constantin Alexios de Grèce   |  |  |  |  |  |  |  |  |  |  |  |  |  |  |  |
|  |                                  |  |  |  |  |  |  |  |  |  |  |  |  |  |  |  |
|  |                                  |  |  |  |  |  |  |  |  |  |  |  |  |  |  |  |
|  | 12. Ellis Warren Appleton Miller |  |  |  |  |  |  |  |  |  |  |  |  |  |  |  |
|  |                                  |  |  |  |  |  |  |  |  |  |  |  |  |  |  |  |
|  |                                  |  |  |  |  |  |  |  |  |  |  |  |  |  |  |  |
|  | 6. Robert Warren Miller          |  |  |  |  |  |  |  |  |  |  |  |  |  |  |  |
|  |                                  |  |  |  |  |  |  |  |  |  |  |  |  |  |  |  |
|  |                                  |  |  |  |  |  |  |  |  |  |  |  |  |  |  |  |
|  | 13. Sophia June Squarebriggs     |  |  |  |  |  |  |  |  |  |  |  |  |  |  |  |
|  |                                  |  |  |  |  |  |  |  |  |  |  |  |  |  |  |  |
|  |                                  |  |  |  |  |  |  |  |  |  |  |  |  |  |  |  |
|  | 3. Marie-Chantal Miller          |  |  |  |  |  |  |  |  |  |  |  |  |  |  |  |
|  |                                  |  |  |  |  |  |  |  |  |  |  |  |  |  |  |  |
|  |                                  |  |  |  |  |  |  |  |  |  |  |  |  |  |  |  |
|  | 14. Servando Pesantes Chanduy    |  |  |  |  |  |  |  |  |  |  |  |  |  |  |  |
|  |                                  |  |  |  |  |  |  |  |  |  |  |  |  |  |  |  |
|  |                                  |  |  |  |  |  |  |  |  |  |  |  |  |  |  |  |
|  | 7. María Clara Pesantes Becerra  |  |  |  |  |  |  |  |  |  |  |  |  |  |  |  |
|  |                                  |  |  |  |  |  |  |  |  |  |  |  |  |  |  |  |
|  |                                  |  |  |  |  |  |  |  |  |  |  |  |  |  |  |  |
|  | 15. Beatriz Becerra              |  |  |  |  |  |  |  |  |  |  |  |  |  |  |  |
|  |                                  |  |  |  |  |  |  |  |  |  |  |  |  |  |  |  |
|  |                                  |  |  |  |  |  |  |  |  |  |  |  |  |  |  |  |